# Rhododendron gongshanense
Rhododendron gongshanense är en ljungväxtart som beskrevs av T.L. Ming. Rhododendron gongshanense ingår i släktet rododendron, och familjen ljungväxter. Inga underarter finns listade i Catalogue of Life.